# Градович, Евгений Павлович
Евге́ний Па́влович Градо́вич (7 августа 1986 года, Игрим) — российский боксёр-профессионал, выступающий в полулёгкой весовой категории. С марта 2013 по май 2015 года владел титулом чемпиона мира по версии IBF.
Евгений Градович входил в список Гатти по версии HBO (5 самых достойных и зрелищных боксёров), где занимал 2 место, уступая лишь Руслану Проводникову.

## Биография
Евгений Градович родился 7 августа 1986 года в городе Игрим, Ханты-Мансийский автономный округ — Югра. Активно заниматься боксом начал в возрасте тринадцати лет под руководством тренера А. А. Пашпекина, позже был подопечным заслуженного тренера России С. М. Березина.

## Любительская карьера
В 2004 году получил звание мастера спорта, однако серьёзных результатов долгое время добиться не мог — наиболее значимыми его достижениями в тот период стали победа на международном турнире «Янтарные перчатки», выход в финал зимнего чемпионата России «Олимпийские надежды» (2006), пятое место национального первенства (2007), а также две победы на чемпионатах вооружённых сил (2007, 2008) и победа на Кубке нефтяных стран (2009). Всего в любительском боксе он провёл 150 матчей, из них 126 окончил победой и 24 поражением.

## Профессиональная карьера
По советам приятеля Сергея Ковалёва, перебрался в Арапахо (Северная Каролина, США), где и начал свою долгожданную профессиональную карьеру под руководством менеджера Эгиса Климаса. В одном из интервью Евгений рассказывает:
«Сергей мне просто помог. По поводу перехода в профессионалы думал пару лет. В любителях не видел для себя перспективы. У нас большая конкуренция, просто так в сборную не попадешь — нужно, чтобы за тобой стояли серьёзные люди, тебя толкали. Сергей переехал в США, дебютировал на профессиональном ринге. Поговорил насчёт меня — заинтересовались, сказали приехать. Сейчас у нас с Ковалёвым общий менеджер — Эгис Климас» (входит в топ-25 самых влиятельных людей в боксе, где занимает 17 место, по мнению авторитетного обозревателя бокса Кевина Айоли).
В США, успешно выступал по контракту с известной промоутерской компанией Top Rank, после чего победил в нескольких важных поединках и несколько поднялся в рейтингах.

### Чемпионский бой сБилли Дибом
Одержав 15 побед без единого поражения, получил шанс побороться за чемпионский пояс IBF с австралийцем Билли Дибом — бой состоялся 1 марта 2013 года, Градович одержал победу по очкам и стал, таким образом, обладателем титула.
В Северной Америке за агрессивный стиль ведения боя Градовича прозвали Русским мексиканцем, его тренировочный лагерь полностью состоит из мексиканцев, и его персональный тренер Роберто Гарсия — тоже мексиканец. Женат, жена с дочерью до недавнего времени проживали в России, теперь переехали к Евгению в США.

### Первая защита титула
27 июля 2013 года в Макао, в андеркарде боя между чемпионом WBA и WBO в наилегчайшем весе Хуаном Франсиско Эстрадой и филиппинцем Миланом Мелиндо, Градович провёл бой против обязательного претендента на титул IBF аргентинца Маурисио Муньоса.

### Второй бой сБилли Дибом
В контракте на бой Диб — Градович был прописан реванш, в случае поражения австралийца.
Поэтому, 24 ноября 2013 года Евгений вновь встретился с Дибом. На этот раз россиянин одержал досрочную победу.
31 мая 2014 года Градович защитил свой титул, победив по очкам бельгийского боксёра армянского происхождения Александра Мискиртчяна.

### Ничья с Джейсоном Велесом
29 ноября 2014 года в Омаха (Небраска, США) защитил титул чемпиона мира по версии Международной федерации бокса (IBF), встретившись на ринге с пуэрториканцем Джэйсоном Велесом. Прошедший поединок завершился вничью, по итогам 12 раундов один из судей отдал победу россиянину (117—111), второй — пуэрториканцу (115—113), а третий зафиксировал ничью (114—114). Большинство экспертов считают, что Градович уверенно выиграл бой.

### Бой сЛи Селби
30 мая 2015 года Градович проводил защиту своего титула в бою против британца Ли Селби. В 8-м раунде рефери, посоветовавшись с врачом, остановил поединок из-за рассечения у Градовича. Был объявлен подсчёт судейских записок. Все судьи отдали победу британцу.

### Бой сОскаром Вальдесом
9 апреля 2016 года встретился с не имеющим поражений мексиканцем Оскаром Вальдесом. В 4-м раунде Вальдес отправил Градовича в нокдаун. Евгений поднялся, но рефери решил остановить бой.

### Бой с Эусебио Осехо
9 сентября в рамках турнира «Челябинск-280» Евгений встретился с никарагуанцем Эусебио Осехо, и победил раздельным решением судей (96-93, 95-94, 94-95). Бой стал первым для Евгения в родной России.
15 декабря 2017 года должен был встретиться с австралийцем Ти Джеем Дохени в бою за статус обязательного претендента на титул чемпиона мира во 2-м легчайшем весе по версии IBF. Поединок был отменён, так как у Градовича возникли проблемы со зрением.
В декабре 2017 года объявил о завершении карьеры из-за проблем со зрением.

## Таблица боёв
В таблице перечислены результаты всех поединков боксёров.
В каждой строке указан результат поединка. Дополнительно номер поединка обозначен цветом, который обозначает итог поединка. Расшифровка обозначений и цветов представлена в нижеследующей таблице.
| Пример | Расшифровка                     |
| ------ | ------------------------------- |
|        | Победа                          |
|        | Ничья                           |
|        | Поражение                       |
|        | Планируемый поединок            |
|        | Поединок признан несостоявшимся |
| КО     | Нокаут                          |
| ТКО    | Технический нокаут              |
| PTS    | Решение судей (по очкам)        |
| UD     | Единогласное решение судей      |
| MD     | Решение большинства судей       |
| SD     | Раздельное решение судей        |
| RTD    | Отказ от продолжения боя        |
| DQ     | Дисквалификация                 |
| NC     | Поединок признан несостоявшимся |

| Результат | Соперник             | Показатели соперника | Тип | Раунд, Время  | Дата             | Место боя                                         | Комментарии |
| --------- | -------------------- | -------------------- | --- | ------------- | ---------------- | ------------------------------------------------- | --- |
| 23-2-1    | Уго Беррио           | 23-6-1               | MD  | 10 (10)       | 5 мая 2017       | ДИВС, Екатеринбург, Россия                        | Титул WBA Inter-Continental во 2-м легчайшем весе (1-я защита Беррио). Вакантный титул WBO Inter-Continental во 2-м легчайшем весе. Счёт: 114-114, 115-114, 117-111. |
| 22-2-1    | Эусебио Осехо        | 28-17-3              | SD  | 12 (12)       | 9 сентября 2016  | Трактор, Челябинск, Россия                        | Градович был в нокдауне во втором раунде, счёт 96-93, 95-94, 94-95.                                                                                                  |
| 21-2-1    | Оскар Вальдес        | 18-0-0               | TKO | 4 (10), 2:14  | 9 апреля 2016    | MGM Grand Garden Arena, Лас-Вегас, Невада, США    | Вакантный титул WBO NABO в полулёгком весе. |
| 21-1-1    | Хесус Галисия        | 13-8-1               | MD  | 10 (10)       | 9 января 2016    | Centro Deportivo Boxing Unitres, Пиканья, Испания | Счёт судей: 96-96, 96-94, 99-93. |
| 20-1-1    | Алдимар Силва Сантуш | 19-8                 | SD  | 8 (8)         | 24 октября 2015  | Омаха, США                                        | 79-71, 75-77, 78-74. |
| 19-1-1    | Ли Селби             | 20-1                 | TD  | 8 (12)        | 30 мая 2015      | Лондон, Великобритания                            | Чемпион мира в полулёгком весе по версии IBF (5-я защита Градовича). 72-80, 73-79, 73-79.                                                                            |
| 19-0-1    | Джейсон Велес        | 22-0                 | SD  | 12            | 29 ноября 2014   | Омаха, США                                        | Чемпион мира в полулёгком весе по версии IBF (4-я защита Градовича). 117-111, 113-115, 114-114.                                                                      |
| 19-0      | Александр Мискиртчян | 24-2-1               | UD  | 12            | 31 мая 2014      | Макао, Китай                                      | Чемпион мира в полулёгком весе по версии IBF (3-я защита Градовича). Градович в нокдауне в 6 раунде. 118-110, 117-110, 117-110.                                      |
| 18-0      | Билли Диб            | 35-2                 | TKO | 9 (12), 1:09  | 24 ноября 2013   | Макао, Китай                                      | Чемпион мира в полулёгком весе по версии IBF (2-я защита Градовича). Диб в нокдауне в 6 раунде.                                                                      |
| 17-0      | Маурисио Муньос      | 26-3                 | UD  | 12            | 27 июля 2013     | Макао, Китай                                      | Чемпион мира в полулёгком весе по версии IBF (1-я защита Градовича). 119-109, 119-109, 120-108.                                                                      |
| 16-0      | Билли Диб            | 35-1                 | SD  | 12            | 1 марта 2013     | Машантакет, США                                   | Чемпион мира в полулёгком весе по версии IBF (3-я защита Диба). Градович выиграл первый титул чемпиона мира в карьере. 114-112, 112-114, 114-112.                    |
| 15-0      | Уилли Вильянуэва     | 10-4-1               | TKO | 7 (8), 2:03   | 6 декабря 2012   | Лас-Вегас, США                                    | |
| 14-0      | Хосе Анхель Беранса  | 35-24-2              | UD  | 8             | 13 октября 2012  | Карсон (Калифорния), США                          | 80-72, 79-73, 79-73. |
| 13-0      | Франсиско Леаль      | 17-5-3               | TKO | 10 (10), 2:15 | 31 марта 2012    | Сан-Антонио, США                                  | Леаль доставлен в больницу на носилках. |
| 12-0      | Роберт Осиобе        | 11-3-4               | UD  | 6             | 3 февраля 2012   | Лас-Вегас, США                                    | 59-55, 59-55, 59-55. |
| 11-0      | Роберт ДаЛус         | 13-38-3              | UD  | 8             | 19 августа 2011  | Хэммонд (Индиана), США                            | 80-72, 80-72, 80-72. |
| 10-0      | Эйлан Мартинес       | 10-0-1               | UD  | 8             | 29 апреля 2011   | Лас-Вегас, США                                    | 59-55, 59-55, 58-56. |
| 9-0       | Франсиско Рейес      | 8-1                  | UD  | 10            | 19 марта 2011    | Такома, США                                       | 99-91, 100-90, 99-91. |
| 8-0       | Томми Атенсио        | 4-5                  | TKO | 4 (6), 1:59   | 17 декабря 2010  | Чикаго, США                                       | |
| 7-0       | Джесси Кэррадайн     | 6-0-1                | UD  | 6             | 3 декабря 2010   | Атланта, США                                      | 59-55, 59-55, 59-55. |
| 6-0       | Кордаро Симпкинс     | 5-0                  | TKO | 5 (6), 1:39   | 29 октября 2010  | Шарлотта (Северная Каролина), США                 | |
| 5-0       | Стивен Джонсон       | 5-1                  | TKO | 3 (6), 2:14   | 17 сентября 2010 | Чикаго, США                                       | |
| 4-0       | Мануэль Ортега       | 1-2                  | UD  | 4             | 19 июня 2010     | Такома, США                                       | 40-36, 40-36, 40-36. |
| 3-0       | Эндрю Барнс          | 0-3                  | TKO | 2 (4), 0:37   | 15 мая 2010      | Шарлотта (Северная Каролина), США                 | |
| 2-0       | Бенджамин Ривера     | 0-2                  | KO  | 3 (4), 1:54   | 10 апреля 2010   | Ранчо-Мираж, США                                  | |
| 1-0       | Трэвис Бедвелл       | Дебют                | TKO | 1 (4), 1:55   | 19 марта 2010    | Луисвилл, США                                     | |